# Stéphane Crusnière
Stéphane J. Crusnière, né à Strépy-Bracquegnies le 10 juillet 1967, est un homme politique belge, membre du PS. 
Il est gradué en Sciences juridiques de l'Institut d'enseignement supérieur de Namur (IESN) ; brevet d’expert fiscal ; Chef de cabinet adjoint (Cellule Budget) au Cabinet de la Ministre Christiane Vienne.

## Fonctions politiques
- Conseiller communal à Wavre, jusqu'en 2018[1].
- Conseiller provincial de la province de Brabant wallon
- Depuis le 20 juillet 2014 : député fédéral en suppléance de André Flahaut, ministre, empêché[2].